# Битва у Кремеры
Битва у Креме́ры — сражение между римлянами и вейентами в 477 до н. э. в ходе Первой Вейентской войны.
После четырёх лет войны, проходившей с переменным успехом, влиятельный род Фабиев в 479 до н. э. предложил сенату взять оборону границы на себя, чтобы освободить римские войска для более крупных операций. Основав в пограничной области на реке Кремере укрепление с тем же названием, Фабии начали совершать набеги на вражескую территорию.
В 478 до н. э. этруски пытались осадить Кремеру, но потерпели поражение от подошедшей на выручку римской армии. После этого они заключили с римлянами мир. Вскоре он был нарушен и набеги возобновились. Этруски выманили войско Фабиев из крепости и устроили ему засаду. Часть римлян погибла, но остальные, построившись в каре, отражали атаки противника, а затем прорвались на ближайший холм. На следующий день сражение возобновилось. Отряд этрусков нашел обходной путь к вершине, и, заняв господствующую позицию, уничтожил римлян стрелами и дротиками. Из крепости на помощь попавшим в окружение выступил ещё один отряд, но он также попал в засаду и был уничтожен. После этого этруски взяли Кремеру.
По преданию, в этих боях отряд Фабиев погиб целиком, и из всего их рода остался лишь один мальчик. Эта легенда казалась невероятной уже Дионисию, заметившему, что если в роду Фабиев было 306 боеспособных мужчин, то не могло же быть так, что ни у кого из них не было малолетних сыновей или беременных жен, или несовершеннолетних братьев.

Ведь немыслимо, чтобы все ушедшие охранять укрепление Фабии были бездетны и неженаты. Ибо старинный закон не только принуждал достигших соответствующего возраста вступать в брак, но и заставлял вскармливать всех родившихся детей.— Дионисий Галикарнасский. Римские древности. IX. 22.
По его мнению, предание возникло потому, что из трех братьев-консулов только у Марка был сын, достигший впоследствии высших должностей.
Историки давно обратили внимание на то, что рассказ о гибели рода Фабиев подозрительно напоминает Геродотово описание битвы при Фермопилах, произошедшей тремя годами ранее, и явно сконструирован по образцу последнего. Вплоть до численности войск: 300 спартанцев (из которых также один спасся) и 3900 союзников у Геродота, и 306 Фабиев и 4000 клиентов и содалов у Ливия и Дионисия. Тем не менее, косвенным подтверждением того, что в основе этой истории лежат реальные события, служит то, что Фабии, в 485—479 до н. э. каждый год бывшие консулами, затем на 12 лет исчезают из консульских фаст, и в течение полувека только изредка упоминаются в источниках.
Относительно датировки этого сражения существуют две точки зрения. Согласно традиции, в день битвы на Кремере, объявленный несчастливым (dies Cremerensis), позднее состоялась знаменитая битва при Аллии. Dies Alliensis точно известен — это 18 июля. Однако, Овидий в «Фастах» приводит другую дату сражения с этрусками — 13 февраля, за два дня до Луперкалий. Часть современных историков склоняется к тому, что дело было летом, так как в рассказах Ливия и Дионисия этруски заманивали римлян, выпуская на пастбища стада без сильной охраны, другие полагают, что сражение могло произойти зимой или в начале весны. По преданию, один из двух проходов Карментских ворот Рима также считался проклятым, так как именно через него выходили Фабии, отправляясь на Кремеру.